# 涅戈欽湖

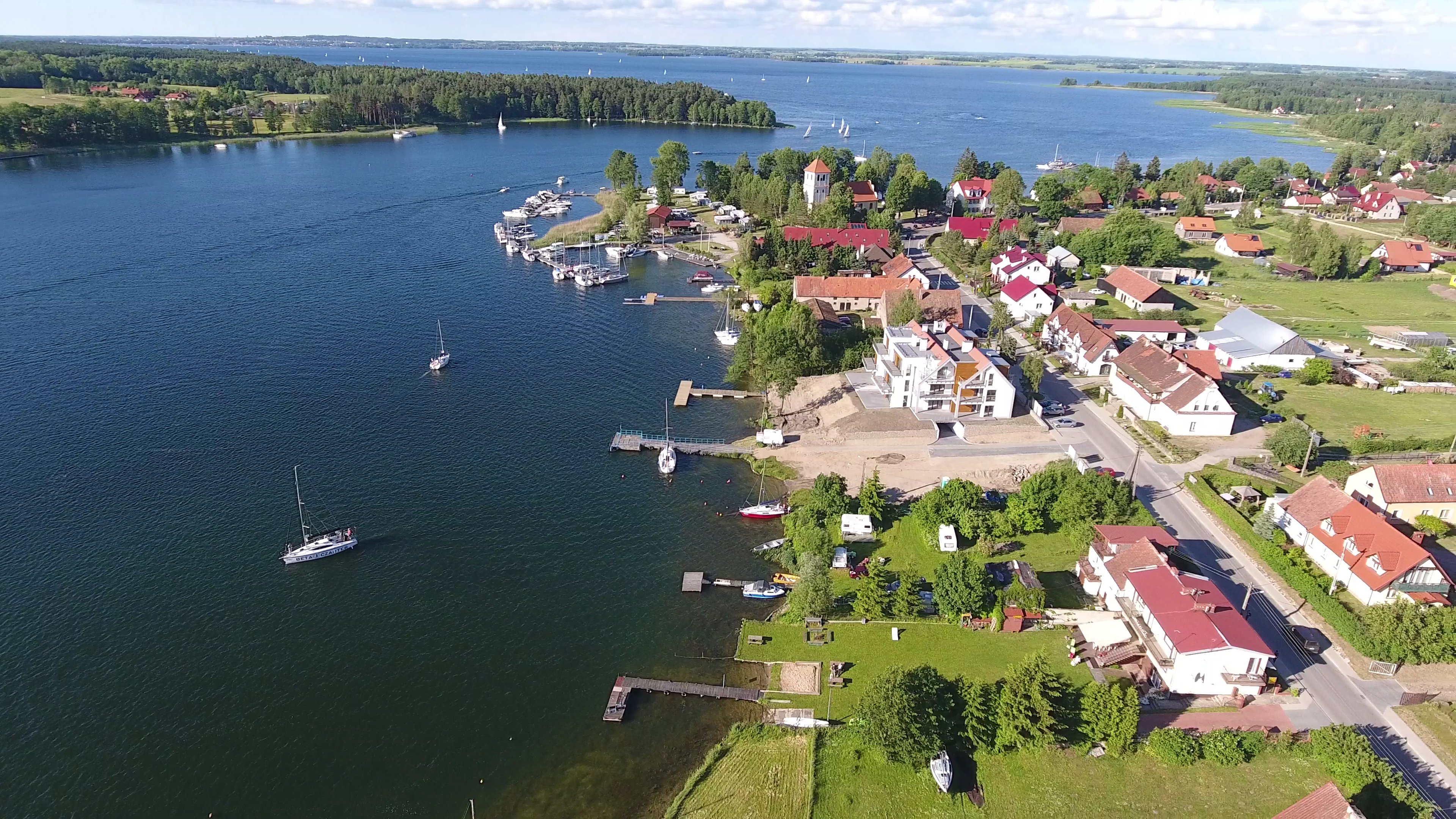
涅戈欽湖

涅戈欽湖（波蘭語：Niegocin）是波蘭的湖泊，位於該國東北部瓦爾米亞-馬祖里省，長10.8公里、寬4.8公里，面積26平方公里，海拔高度116米，最大水深39米，湖岸線長度約35公里。